# Attilio Moresi
Attilio Moresi, surnommé Tilo Moresi, né le 26 juillet 1933 à Viganello (actuellement Lugano) et mort le 25 avril 1995 à Piandera (Valcolla), est coureur cycliste professionnel suisse de 1956 à 1965.

## Biographie
Attilio Moresi a participé dix fois au Tour de Suisse, cinq fois au Tour de Romandie et cinq fois au Tour d'Italie. Il a pris à trois reprises le départ du Tour de France mais il n'est jamais parvenu au terme de l’épreuve.
À part son succès dans le Tour de Suisse en 1961, il a été deux fois champion de Suisse, en 1955 chez les amateurs puis en 1963 chez les professionnels.
Durant les années 1950 à 1970, les coureurs professionnels suisses avaient l’autorisation d’appartenir à plusieurs équipes, l’une établie en Suisse pour participer aux courses nationales, et les autres, établies à l’étranger, pour participer aux épreuves du calendrier international.

## Palmarès

### Palmarès amateur
- 1953
  - Circuit du Mendrisiotto
  - 10e du championnat du monde sur route amateurs
- 1955
  -  Champion de Suisse sur route amateurs
  - Champion du Tessin sur route
  - Tour du Tessin
  - 2e de la Coppa Capellaro
  - 3e de Bâle-Boncourt
- 1956
  - Tour du Canton de Fribourg
  - 2e du Championnat de Zurich amateurs
  - 3e du Tour du Tessin

### Palmarès professionnel
- 1956
  - 3e du Tour du Nord-Ouest de la Suisse
- 1957
  - 2e du Tour des Quatre Cantons
  - 3e du Tour de Suisse
  - 5e du Tour de Romandie
- 1958
  - 2e du Tour des Quatre Cantons
- 1960
  - 4e du Tour de Suisse
  - 5e du Tour de Romandie
- 1961
  - Classement général du Tour de Suisse
- 1962
  - 6e du Championnat de Zurich
- 1963
  -  Champion de Suisse sur route
  - 4e étape du Tour de Suisse (contre-la-montre)
- 1965
  - 3e du Tour de Suisse

## Résultats sur les grands tours

### Tour de France
3 participations 
- 1959 : abandon (13e étape)
- 1960 : abandon (9e étape)
- 1962 : abandon (1re étape)

### Tour d'Italie
5 participations 
- 1957 : 59e
- 1961 : 23e
- 1962 : abandon (14e étape)
- 1963 : 66e
- 1964 : 79e